# Batocera lamondi
Batocera lamondi es una especie de escarabajo longicornio del género Batocera,  subfamilia Lamiinae. Fue descrita científicamente por Rigout en 1987.
Se distribuye por Vanuatu. Mide 63-70 milímetros de longitud. El período de vuelo ocurre en los meses de enero, marzo, abril, junio, agosto, septiembre, noviembre y diciembre.